# Silver Rocket
Silver Rocket je nezávislé pražské hudební vydavatelství, které za dobu své činnosti vydalo již více než devadesát hudebních alb či singlů. Vydavatelství je činné od roku 1998 dodnes a zaměřuje se zejména na domácí scénu. Svá alba zde vydali či vydávají např. tito interpreti a kapely: Gnu, OTK, Lyssa, Esgmeq, Wollongong, Aran Epochal, Unkilled Worker, Deverova chyba nebo Tomáš Palucha. Celkem tři alba vydaná vydavatelstvím Silver Rocket byla oceněna hudební cenou Anděl v kategorii alternativní hudba. V roce 2003 ji dostali OTK za album Sona a Kuva, v roce 2005 Ememvoodoopöka za album Dort jak brus a v roce 2008 opět OTK za album Okolo.
Kromě vydavetelské činnosti se Silver Rocket kontinuálně věnují pořádání koncertů v Praze, ale i na jiných místech Česka. Za tuto dobu přivezli celou řadu předních nezávislých kapel a interpretů, mj. např. Dinosaur Jr., Neurosis, Swans, New Model Army, Astronautalis, Godspeed You! Black Emperor nebo Girls Against Boys. Během léta Silver Rocket pořádají letní festival SRSS, na kterém již vystoupili např. Obits, Paramount Styles nebo Made Out Of Babies.

## Historie
Motivací ke vzniku vydavatelství byla možnost vydávat hudbu kapel, ve kterých zakládající členové vydavatelství v 90. letech 20. století působili.